# Cantá
Cantá là một đô thị thuộc bang Roraima, Brasil. Đô thị này có diện tích 7665 km², dân số năm 2007 là 11119 người, mật độ 1,4 người/km².